# Keiji Suzuki
Keiji Suzuki (jap. 鈴木桂治 Suzuki Keiji; ur. 3 czerwca 1980) – japoński judoka, złoty medalista olimpijski, dwukrotny mistrz świata.
Największym sukcesem zawodnika jest złoty medal igrzysk olimpijskich z Aten w kategorii powyżej 100 kg oraz dwukrotne mistrzostwo świata - w Osace w 2003 roku w kategorii open oraz w Kairze w 2005, w kat. do 100 kilogramów. Zajął trzynaste miejsce na igrzyskach olimpijskich w Pekinie.